# Josef Kotek

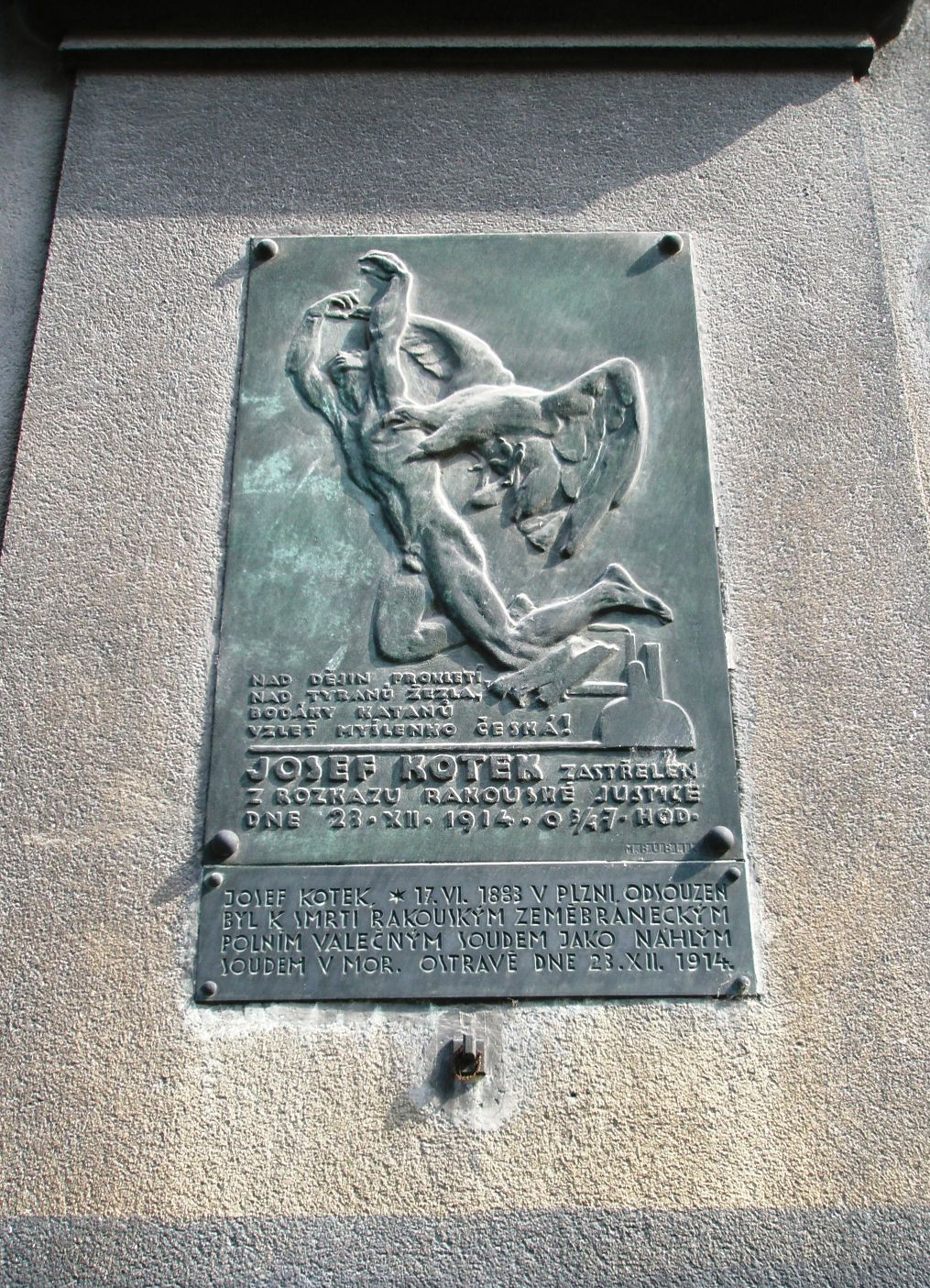
Pamětní deska na zdi věznice v Moravské Ostravě, připomínající popravu Josefa Kotka

Josef Kotek (17. června 1883 Plzeň – 23. prosince 1914 Ostrava) byl český novinář, národní socialista a příslušník prvního odboje z řad civilistů.
Od roku 1913 působil jako redaktor časopisu Pokrok v Prostějově. Pro pobuřující protidynastické řeči byl rakouským zeměbraneckým polním válečným soudem odsouzen k smrti a popraven. Jeho odsouzení bylo v rozporu i s tehdejším platným rakouským trestním právem.